# Atelopus nepiozomus
Atelopus nepiozomus is een kikker uit de familie padden (Bufonidae) en het geslacht klompvoetkikkers (Atelopus). De soort komt endemisch voor in Ecuador. Atelopus nepiozomus werd voor het eerst wetenschappelijk beschreven door James Arthur Peters in 1973.

## Verspreiding
Atelopus nepiozomus komt van nature voor in de hooglanden van de provincies Zamora-Chinchipe en Morona-Santiago in Ecuador. In dit gebied in de Amazoneregio leeft de soort in páramo op hoogte van 2.000 tot 3.450 meter boven zeeniveau. Atelopus nepiozomus komt in een relatief klein gebied voor en is hierdoor kwetsbaar. Door de internationale natuurbeschermingsorganisatie IUCN wordt de soort beschouwd als 'kritiek'. Lange tijd dateerde de laatste waarneming uit 1985. In 2016 werd een nieuwe waarneming van Atelopus nepiozomus beschreven. In het noorden van Nationaal park Podocarpus werd op 2.700 meter hoogte een mannetje gevonden.

## Uiterlijke kenmerken
Atelopus nepiozomus heeft een zwarte huid met enkele groene gebieden op de bovenzijde van de kop en een gele buik.